# Hiriyanfushi (Thaa-atol)
Hiriyanfushi is een van de onbewoonde eilanden van het Thaa-atol behorende tot de Maldiven.